# اسکیزویید (فیلم)
اسکیزویید (انگلیسی: Schizoid) یک فیلم ترسناک اسلشر به نویسندگی و کارگردانی دیوید پالسن است که در سال ۱۹۸۰ منتشر شد. از بازیگران آن می‌توان به کلاوس کینسکی، ریچارد هرد و کریستوفر لوید اشاره کرد.